# Art
För andra betydelser, se Art (olika betydelser).

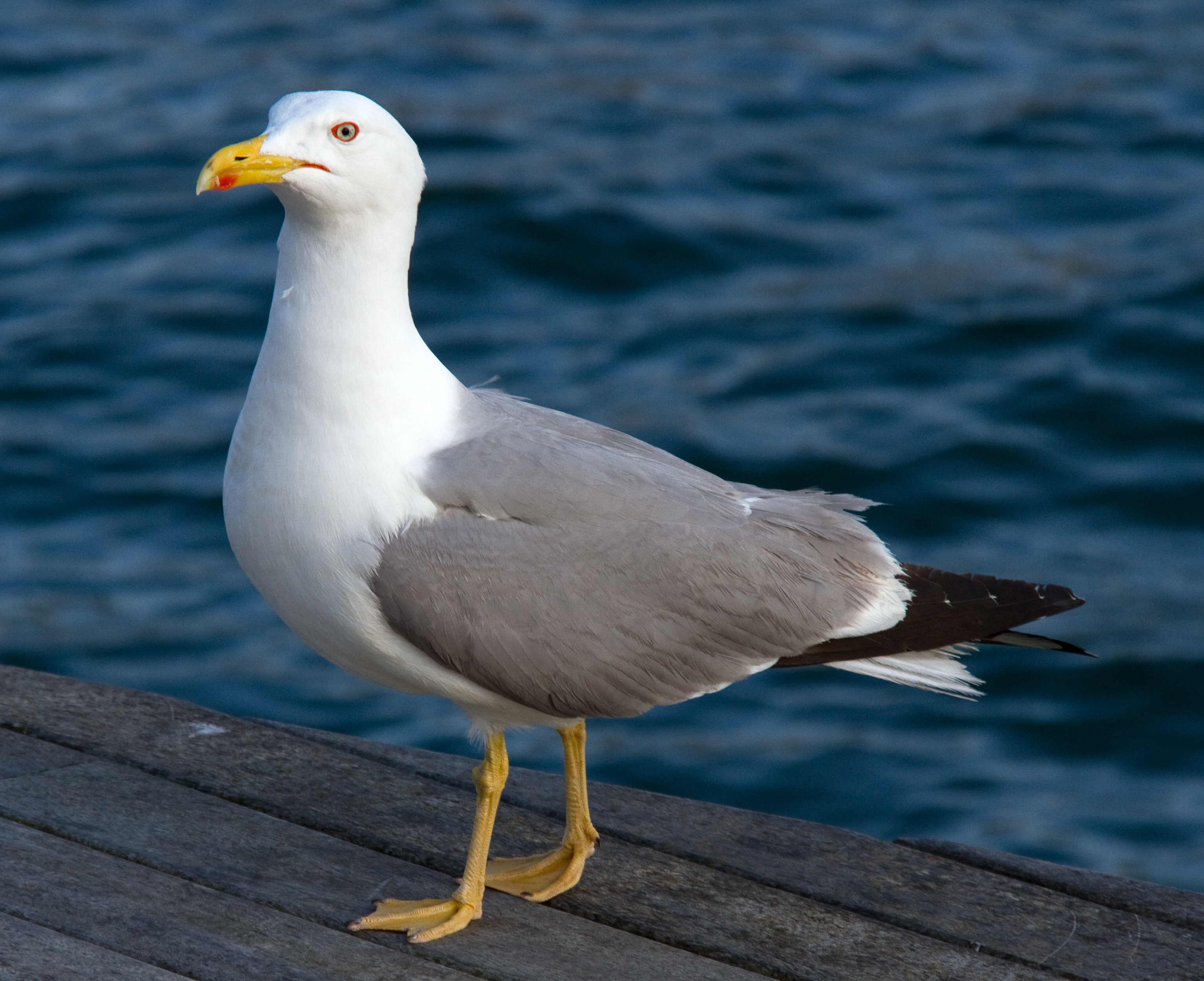
Gråtrutskomplexet (Larus argentatus-cachinnans-fuscus) har länge tjänat som exempel på diskussionerna som förs kring det biologiska artbegreppet. På grund av nya rön har flera populationer som tidigare sågs som underarter till gråtruten fått artstatus. Detta har i sin tur fört med sig att man inte alltid kan artbestämma en trut med grå mantel utifrån ett enda foto, speciellt om man inte vet var på jorden bilden är tagen. På bilden ser vi en medelhavstrut (Larus michaellis).

Art är ett begrepp inom biologi. I biologisk systematik delar man in närbesläktade organismerna i grupper, så kallade taxa, i en hierarki. Art är den grupp som i betydelse ligger närmast vardagsspråkets för djursort. Som exempel är lejon, tiger och katt både olika djur i vardagsspråket och olika arter i vetenskaplig mening. Närbesläktade organismer som på olika sätt är så lika varandra att artgränsen mellan dem blir oklar omnämnas som ett artkomplex. Sådana grupper förekommer bland alla typer av organismer och att dra upp distinkta gränser mellan arter kan ibland nästan vara omöjligt. 

## Historik
Länge ansågs artbegreppet som den självklara grundläggande (minsta) enheten inom systematiken, men hur man definierar en art har debatterats i flera århundraden och det finns över tjugo olika sätt att definiera en art - och någon enighet kring definitionen av vad en art är har ej kunnat uppnås. Den klassiska definitionen, som brukar kallas det biologiska artbegreppet, myntades av Ernst Mayr som säger att en art är en grupp av naturliga populationer som reproducerar sig mellan populationerna eller åtminstone skulle kunna göra det, och som är reproduktionsmässigt isolerade från andra sådana grupper. En annan vanlig definition som kallas det fylogenetiska artbegreppet grundar sig på att en art omfattar alla individer som har en gemensam evolutionär anfader.
Genom historien har man haft olika krav på hur stora skillnaderna ska vara mellan populationer för att de ska räknas som en god art. När forskare under upplysningstiden började samla in stora mängder biologiskt material runt omkring i världen, blev det något av en jakt på nya arter, vilket resulterade i att den allra minsta subtila avvikelse i storlek, mönster eller färg fick till följd att individen utropades till att vara en del av en egen art. Senare har många av dessa arter mist sin artstatus och ses i dag istället som exempel på naturliga fluktuationer inom populationen eller också klassificeras de som en underart. Denna "jakt" på nya arter resulterar även i dag till förslag om att en specifik population bör klassificeras som en egen art. 
Sedan 1990-talet, bland annat på grund av nya rön genom DNA-analyser, har uppfattningarna om hur artbegreppet ska definieras varit så många och skilda att man oroats för en total upplösning - med resultat att olika forskare skulle använda sig av olika artbegrepp - vilket i sin tur skulle leda till stora svårigheter i forskningsvärlden. Detta har lett till att man försökt skapa nya riktlinjer för att avgöra artstatus.
I dag skiljer taxonomer mellan artbegrepp, som definierar vad som är en art, och vad som är artkriterier, där det senare kan omfatta flera av de tidigare metoderna för att definiera vad som är en art. Detta har lett till större konsensus kring artbegreppet, som då definieras som en hypotes om en unik utvecklingslinje som kan påvisas genom flera olika beviskriterier. Denna metodik kallas för den integrerade taxonomin.
Alla arter definieras utifrån en typ, vilket är en unik individ av en organism som fungerar som referens. Det är utifrån denna typ som arten har beskrivits.

## Artbegreppet
Evolutionen och artbildningen är en ständigt pågående process och människans försök att urskilja när två populationer glidit isär tillräckligt mycket för att skillnaderna ska ligga till grund för att se på de båda populationerna som två olika arter är i grunden en konstgjord gränsdragning. Inget artbegrepp är därför helt objektivt.
Man skiljer på tre olika artbegrepp: det morfologiska, det biologiska och det fylogenetiska artbegreppet. 
- Det morfologiska artbegreppet skapades av Carl von Linné och användes fram till början av 1900-talet. Det morfologiska artbegreppet menar att individer med gemensamma yttre karaktärer förs samman till en art - oavsett om de har en gemensam evolutionär historia. Detta kan te sig konstigt men inte för Linné eftersom han inte hade kännedom om evolution.
- Det biologiska artbegreppet började användas på 1930-talet och är fortfarande den hos allmänheten vanligaste begreppet när det gäller art. Den säger att grupper av individer som under naturliga omständigheter kan fortplanta sig med andra, producera en fertil avkomma och som är reproduktivt isolerade från andra grupper tillhör samma art. Enligt detta artbegrepp kan individer som teoretiskt skulle kunna få fertil avkomma tillsammans klassas som olika arter, om detta är exempelvis geografiskt eller fysiologiskt omöjligt. Det finns många problem med detta artbegrepp, exempelvis hur definieras en art när det gäller könlös fortplantning eller en art som är fossil.
- Det fylogenetiska artbegreppet infördes på 1960-talet och är det som idag vanligtvis används inom vetenskapen och innebär att man utgår ifrån en fylogenetisk analys. Det fylogenetiska artbegreppet menar att en grupp individer bestående av minsta möjliga antal individer med EN gemensam förfader skall klassas som art. Individerna skall ha en eller flera nedärvda karaktärer som de inte delar med några andra grupper av djur, så kallade synapomorfier eller synapmorfa karaktärer.

Andra krav som ställs inom det fylogenetiska artbegreppet för att två populationer ska klassificeras som två arter är:
1. Detta taxon måste vara diagnosticerbart. Detta innebär till exempel att individer av ett kön, en viss fas eller en ålderklass går att urskilja från alla andra taxa av samma kön, fas eller ålderklass, genom en kombination av två eller tre funktionella oberoende karaktärer. Sådana karaktärer kan exempelvis vara en kombination av olika utseendekaraktärer och Mitokondriellt DNA-haplotyp.
2. Detta taxon måste vara reproduktivt skild från andra taxa. Det vill säga att ingen, eller bara ett minimum av hybridisering förekommer.
3. Det är troligt att dessa taxa i framtiden kommer att behålla sin genetiska och fenotypiska integritet.
4. Deras reproduktiva isolering beror på att populationen har utvecklat ett speciellt parningsbeteende eller signaler och inte reagerar på parningssignaler från individer ur andra taxa. (Detta krav gäller inom zoologin)

Ett illustrativt exempel på dessa olika begrepp är den amerikanska och europeiska järven. Enligt det morfologiska artbegreppet tillhör de samma art eftersom de utseendemässigt är lika. Enligt det biologiska artbegreppet är de olika arter eftersom de är geografiskt avskilda (reproduktivt isolerade) från varandra. Enligt det fylogenetiska artbegreppet är de samma art eftersom de har en gemensam förfader.
Diskussionerna kring dessa olika artbegrepp, som skulle kunna leda till att olika forskningsfält arbetar utifrån olika system, har lett till försök att skapa en större samsyn kring artbegreppet. Resultatet har kallats för en Integrerad taxonomi vilket är en hypotes där flera tidigare artbegrepp används som artkriterier för att utröna vad som är en separat utvecklingslinje. Denna metodik har vunnit stort genomslag bland taxonomer och det råder idag större konsensus kring artbegreppet än på mycket länge.

## Konstruktionen av vetenskapliga artnamn
Ett vetenskapligt artnamn består av två ord. Vad man kallar de två orden skiljer sig mellan å ena sidan växter, svampar och alger, och å andra sidan djur.

### Växter, svampar och alger
Man konstruerar det vetenskapliga namnet på en art genom att använda sig av dels ett släktnamn, samt dels ett beskrivande så kallat art-epitet. Att namnge en art med både ett släktnamn och ett artepitet kallas binärnomenklatur. Inom binärnomeklatur skrivs släktnamn och artepitet alltid med kursiv stil. Släktnamnet skrivs alltid med stor bokstav och artepitetet skrivs alltid med liten bokstav; till exempel Leucanthemum vulgare (prästkrage). 
Ett tydligt och korrekt språkbruk är att reservera ordet ”artnamn” för hela det tvåledade vetenskapliga namnet. Artnamnet ”Leucanthemum vulgare” består enligt detta språkbruk av släktnamnet Leucanthemum (gemensamt för alla arter som tillhör eller har tillhört släktet Leucanthemum) och artepitetet vulgare. Artepitet är, till skillnad från släktnamn, inget egentligt namn som kan stå för sig själv, utan är ett beskrivande ord, till exempel ett adjektiv, som tillsammans med släktnamnet definierar den specifika arten (artnamnet).  Vissa artepitet finns således i många artnamn, till exempel vulgaris/vulgare (= ”vanlig”).
Ett mindre korrekt men inte ovanligt språkbruk är att kalla artepitetet ett ”artnamn”.

### Djur
I namngivningen av djur kallas både de första och det andra ordet i namnet ett ”namn” (engelska ”name”). I det engelskspråkiga officiella regelverket kallas släktnamn ”generic name” eller stundom ”genus name”. Artnamn i betydelsen ”andra delen av det vetenskapliga namnet” kallas oftast ”specific name”. På engelska kan man göra denna distinktion:
- artnamn = vetenskapligt binomialt namn: species name
- artnamn = andra ordet i ett vetenskapligt binomialt namn: specific name

Den skillnaden görs inte lätt på svenska. Det förekommer, att svenska djurforskare använder det botaniska språkbruket, med ”släktnamn” och ”artepitet” som beteckningar för de två delarna av ett vetenskapligt djurnamn.

### Högre taxa
Alla arter tillhör ett släkte, alla släkten tillhör en familj, alla familjer tillhör en ordning, alla ordningar tillhör en klass, alla klasser tillhör en stam, och alla stammar tillhör ett rike, exempelvis djurriket eller växtriket. Det finns också många mellangrupper. Akronymen skofsa används ibland för att minnas ordningen på systemet: Stam, Klass, Ordning, Familj, Släkte, Art.
Species, förkortat sp., efter släktnamnet indikerar att hela släktet avses, utan närmare precisering av ev. arter och underarter.

## Underarter
En art kan delas in i flera underarter, om dessa skiljer sig markant från varandra, och korsningen är fertil. Underarterna är oftast geografiskt eller ekologiskt skilda. När man kategoriserar utdöda organismgrupper kan underarter också vara stratigrafiskt åtskilda i tiden.

## Antal arter

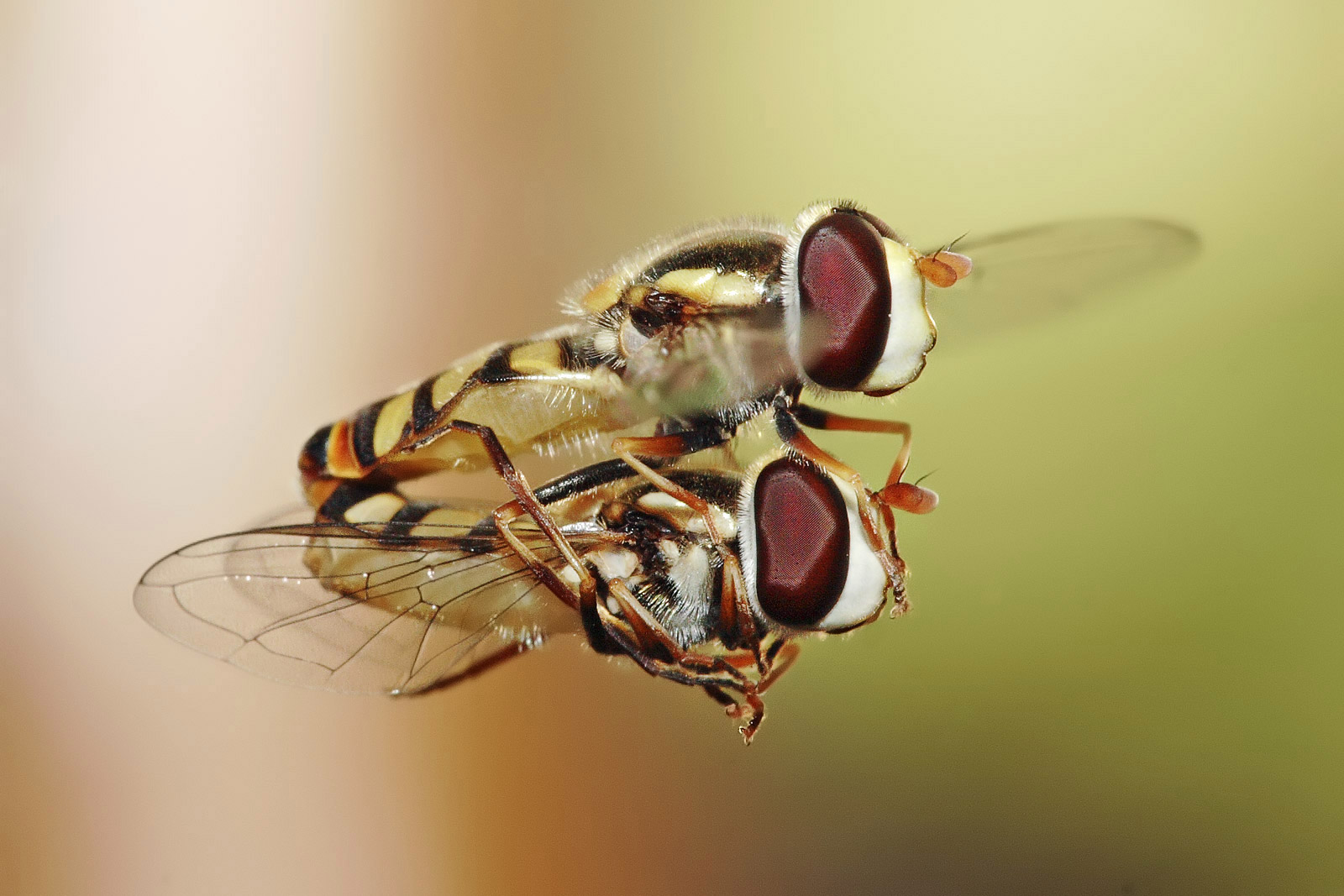
Insekter utgör majoriteten av djurarterna.

Det finns flera svårigheter att uppskatta hur många arter det finns på jorden. Med tanke på problematiken kring kategorisering av arter skiljer sig uppskattningarna kring hur många arter väldigt mycket mellan de olika artbegreppen. Exempelvis ansågs det finnas 19 000 fågelarter i början av 1900-talet. Sedan slogs många av dessa arter samman i olika underarter varför artantalet hade sjunkit till 8 500 i början av 1950-talet. I och med DNA-studier och fylogenetiska studier, tillsammans med den integrerade taxonomin finns det nu uppskattningar som pekar på att det finns mellan 15 000-20 000 fågelarter i världen. Därför kan följande uppskattning från 2010 av artantal snarare ses som en indikation på hur arter fördelar sig proportionellt mellan de stora artgrupperna:
Total antal arter har uppskattats till 8,7 miljoner men har varit föremål för skattningar mellan 2 och 100 miljoner arter:
- 5–10 miljoner bakterier[12]
- okänt antal arkéer - uppskattas till 20% av biomassan.[13]
- 1,7 miljoner eukaryoter[8]
  - 62 000 ryggradsdjur[8]
  - 1,3 miljoner ryggradslösa djur[8]
  - 320 000 växter[8]
  - 50 000 övriga (inkl. svampar och brunalger)[8]